# Diócesis de Aného
La diócesis de Aného (en latín: Dioecesis Anehensis y en francés: Diocèse d'Aného) es una circunscripción eclesiástica de la Iglesia católica en Togo. Se trata de una diócesis latina, sufragánea de la arquidiócesis de Lomé. Desde el 3 de diciembre de 2007 su obispo es Isaac Jogues Agbémenya Gaglo.

## Territorio y organización
La diócesis tiene 2712 km² y extiende su jurisdicción sobre los fieles católicos de rito latino residentes en las prefecturas de: Lacs, Vo y Yoto de la región Marítima.
La sede de la diócesis se encuentra en la ciudad de Aného, en donde se halla la Catedral de San Pedro y San Pablo.
En 2022 en la diócesis existían 36 parroquias.

## Historia
La diócesis fue constituida el 1 de julio de 1994 con la bula Diligentem sane curam del papa Juan Pablo II, obteniendo el territorio de la arquidiócesis de Lomé.

## Estadísticas
Según el Anuario Pontificio 2023 la diócesis tenía a fines de 2022 un total de 301 070 fieles bautizados.
| Año                                                                             | Población            | Población | Población      | Sacerdotes | Sacerdotes    | Sacerdotes    | Bautizados por sacerdote | Diáconos permanentes | Religiosos | Religiosos | Parroquias |
| Año                                                                             | Bautizados católicos | Total     | % de católicos | Total      | Clero secular | Clero regular | Bautizados por sacerdote | Diáconos permanentes | Varones    | Mujeres    | Parroquias |
| ------------------------------------------------------------------------------- | -------------------- | --------- | -------------- | ---------- | ------------- | ------------- | ------------------------ | -------------------- | ---------- | ---------- | ---------- |
| 1999                                                                            | 155 775              | 626 406   | 24.9           | 40         | 30            | 10            | 3894                     |                      | 37         | 57         | 16         |
| 2000                                                                            | 158 890              | 657 726   | 24.2           | 43         | 34            | 9             | 3695                     |                      | 33         | 58         | 15         |
| 2001                                                                            | 165 910              | 702 820   | 23.6           | 38         | 29            | 9             | 4366                     |                      | 35         | 65         | 20         |
| 2002                                                                            | 170 250              | 781 000   | 21.8           | 40         | 31            | 9             | 4256                     |                      | 40         | 69         | 21         |
| 2003                                                                            | 172 718              | 811 567   | 21.3           | 40         | 33            | 7             | 4317                     |                      | 25         | 57         | 21         |
| 2004                                                                            | 174 346              | 813 203   | 21.4           | 45         | 36            | 9             | 3874                     |                      | 26         | 57         | 21         |
| 2006                                                                            | 180 148              | 819 092   | 22.0           | 57         | 46            | 11            | 3160                     |                      | 61         | 65         | 23         |
| 2007                                                                            | 182 264              | 824 170   | 22.1           | 66         | 55            | 11            | 2761                     | 14                   | 37         | 76         | 23         |
| 2012                                                                            | 206 233              | 867 415   | 23.8           | 78         | 70            | 8             | 2644                     |                      | 28         | 65         | 27         |
| 2015                                                                            | 279 565              | 991 810   | 28.2           | 94         | 87            | 7             | 2974                     |                      | 33         | 75         | 28         |
| 2018                                                                            | 284 345              | 1 122 316 | 25.3           | 114        | 105           | 9             | 2494                     |                      | 35         | 112        | 33         |
| 2020                                                                            | 287 700              | 1 152 790 | 25.0           | 126        | 117           | 9             | 2283                     |                      | 38         | 117        | 34         |
| 2022                                                                            | 301 070              | 1 206 420 | 25.0           | 117        | 109           | 8             | 2573                     |                      | 36         | 107        | 36         |
| Fuente: Catholic-Hierarchy, que a su vez toma los datos del Anuario Pontificio. |                      |           |                |            |               |               |                          |                      |            |            |            |

## Episcopologio
- Victor Dovi Hounnaké † (1 de julio de 1994-4 de agosto de 1995 falleció)
- Paul Jean-Marie Dossavi † (23 de febrero de 1996-13 de septiembre de 2005 falleció)
  - Sede vacante (2005-2007)
- Isaac Jogues Agbémenya Gaglo, desde el 3 de diciembre de 2007